# Henri Bouchet-Doumenq
Henri Bouchet-Doumenq (Parigi, 13 maggio 1834 – Parigi, 12 settembre 1908) è stato un pittore francese, specializzato in paesaggi e ritratti.

## Biografia
Pierre Dominique Henri Bouchet-Doumenq vide la luce a Parigi in rue Mabillon, nel quartiere del Lussemburgo del vecchio 11º arrondissement, ma la sua famiglia era originaria di Montpellier. Henri era il secondo figlio di Charles Bouchet-Doumenq, pittore amatoriale e ricco proprietario, che aveva studiato arte a Parigi.
 La madre di Henri, Antoinette Bonpard, donna benestante, era nata a Vallant-Saint-Georges, nel dipartimento dell'Aube. Nello stesso edificio abitava anche un amico di suo padre, il futuro pittore Auguste-Barthélemy Glaize, anche lui originario di Montpellier, di cui il giovane Henri diventerà in seguito allievo.

Poiché suo padre possedeva due "Mas" nella Camargue (oggi divenuti Musei della Camargue), Henri si affezionò a quei luoghi affascinanti e selvaggi, dove aveva vissuto sovente in gioventù, e frequentò assiduamente la vicina città di Arles. Pur risiedendo a Parigi, acquistò anche una casa ad Arles e molti dei suoi quadri ritraggono, infatti, delle donne arlesiane.
Henri Bouchet-Doumenq trascorse l'infanzia e la giovinezza a Montpellier, dove viveva suo nonno, il botanico dilettante Dominique Bouchet. Questi era venuto a Montpellier per compiere i suoi studi di medicina nella celebre università, vi si era trasferito e aveva sposato Anne Doumenq, figlia di un ricco negoziante della città.
Terminati gli studi primari, alla fine degli anni 1850 Bouchet-Doumenq tornò a Parigi per studiare arte, sospinto dalla passione per la pittura, e divenne allievo del pittore svizzero Charles Gleyre professore all’École des beaux-arts di Parigi. Infatti il suo ritratto compare nel quadro "I 43 ritratti dei pittori dell'atelier di Charles Gleyre".
Amico di Eugène Castelnau, Bouchet-Doumenq fu da quest'ultimo presentato a Frédéric Bazille, il "profeta" dell'Impressionismo, che era un suo lontano cugino, e nel novembre del 1862, presentò a sua volta Frédéric Bazille al suo maestro Charles Gleyre nel suo atelier in rue Vaugirard, dove erano anche i suoi colleghi allievi: Auguste Renoir, Alfred Sisley e Claude Monet.

Espose i suoi quadri in numerose occasioni, in particolare: La Chanteuse nel 1865, Jeune fille faisant un bouquet nel 1870, La rêveuse (Arles) nel 1880, Jeune mère Arlésienne nel 1883, e Dans le Jardin nel 1886.
Le sue opere sono oggi presenti nelle collezioni di diversi musei importanti: il Museo Calvet di Avignone, il Museo Petiet di Limoux, la biblioteca e il museo Inguimbertino di Carpentras e il Museo di belle arti di Limoges.
Al Salon del 1878, presentò Aux Alyscamps à Arles, e con l'occasione scrisse una breve poesia.
Il 29 novembre 1880, Henri Bouchet-Doumenq sposò un'arlesiana, Magdeleine Bernard (1854-1896), con la quale ebbe due figli: Pierre Charles Bouchet-Doumenq (morto bambino) (1887-1890), e Jean Bouchet-Doumenq (1893-1915), caduto durante la prima guerra mondiale il 30 settembre 1915 a la Main-de-Massiges, in uno scontro sul campo, e che lasciò così Bouchet-Doumenq senza discendenti.
Sua moglie, Magdeleine Bernard, fu anche sua allieva e discreta pittrice. Ella, in particolare, espose al Salon del 1881 il quadro: Dans les bois che raccolse notevoli consensi.
Nel 1887 Bouchet-Doumenq fu nominato ispettore dell'arte del disegno e dei musei nella 9ª circoscrizione, mentre abitava in rue Boissonade a Parigi. Poi, nel 1889 (24 dicembre), con decreto del Ministro dell'Istruzione pubblica e delle belle arti, venne promosso al grado di Ufficiale dell'Istruzione pubblica.

Nel 1891 venne incaricato di sovrintendere la 10° circoscrizione (Algeria e Corsica). Recatosi nel 1898 nel Deux Sèvres, due anni dopo gli fu dato l'incarico anche per tale dipartimento e per quello dell'Indre (4° circoscrizione).
Henri Bouchet-Doumenq si spense a 74 anni nella sua casa, in Boulevard Saint-Jacques.

## Salon
- 1865 : La Chanteuse
- 1870 : Jeune fille faisant un bouquet[13]
- 1878 : Aux Alyscamps à Arles - La Mort de Jean-Baptiste[14] Titolo completo: Salomè compie la vendetta di sua madre Erodiade recandole su un piatto d'argento la testa di S. Giovanni Battista
- 1879 : Martyre de Sainte Cécile[15] - Sur le Rhône à Arles[16].
- 1880 : La rêveuse (Arles), Carpentras, Museo Comtadin-Duplessis  - Portrait de M. Poujade député
- 1881 : Portrait de M. B.D…  - À la campagne
- 1883 : Jeune mère arlésienne, Limoux Musée Petiet
- 1886 : Dans le Jardin - Portrait de M.me D…
- 1887 : Portrait de M…

## Opere
Nelle collezioni pubbliche:
- Avignon, Museo Calvet[17]:
  - Le Martyre de sainte Cécile
  - Portrait de Caroline Bouchet-Doumenq, con una "mantilla" spagnola
  - Portrait de Caroline Bouchet-Doumenq, in abito e acconciatura Louigi XVI, scialletto, merletti e mazzetto di viole nel corpetto
  - Portrait de Paul Liotier, ingegnere, consigliere generale del dipartimento di Valchiusa nel 1893 e 1894
- Carpentras, Biblioteca Inguimbertina :
  - Réveuse, 1880
  - Portrait de Charles Renouvier, 1889
  - Portrait du docteur Louis Cyprien Poujade, deputato, 1879.
- Limoux, Museo Petiet: Jeune mère Arlésienne
- Limoges, Museo del Vescovato di Limoges : Sur le Rhône à Arles, 1879

## Galleria d'immagini

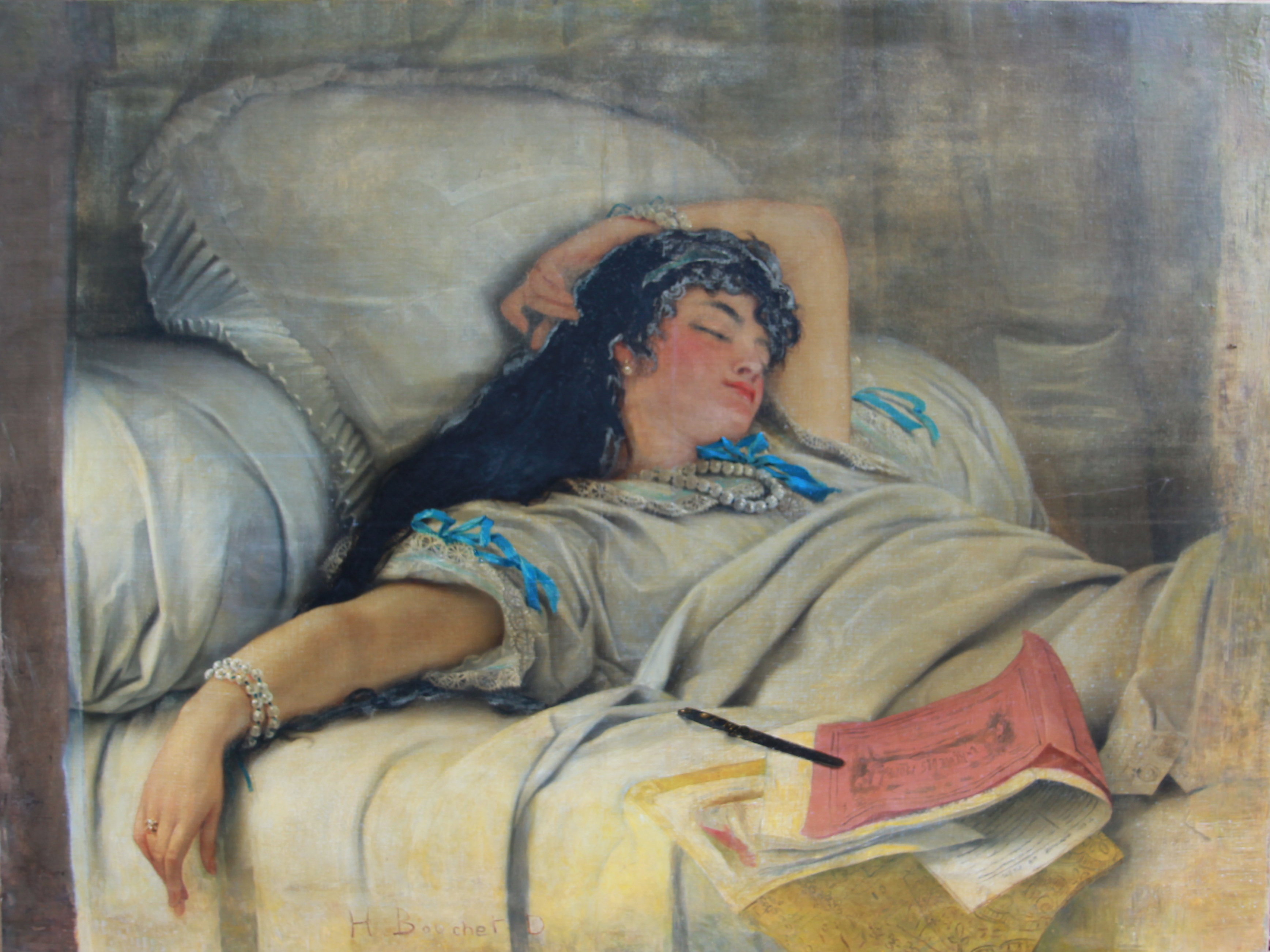
Giovane assopita
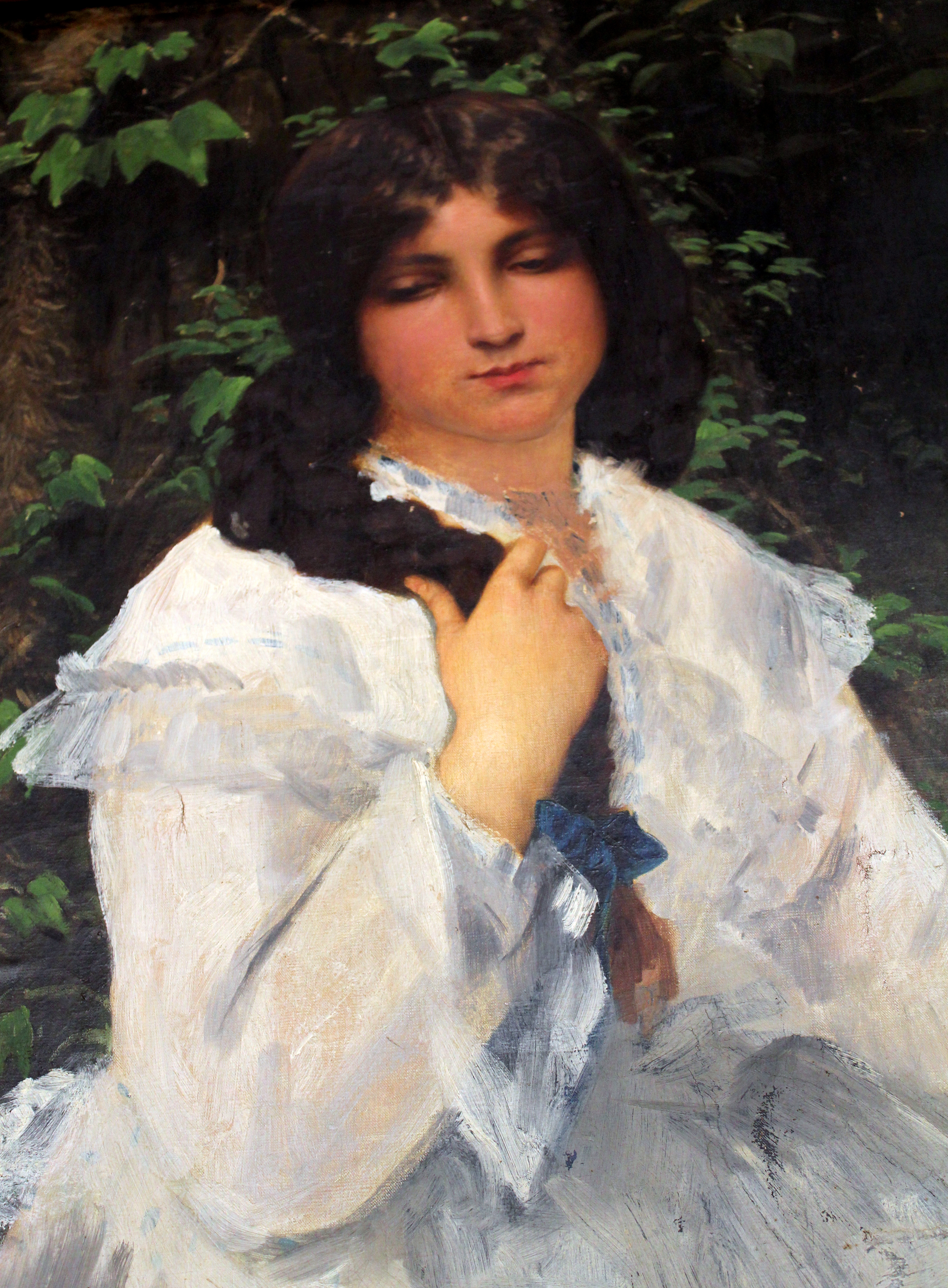
Giovane sognante in un giardino
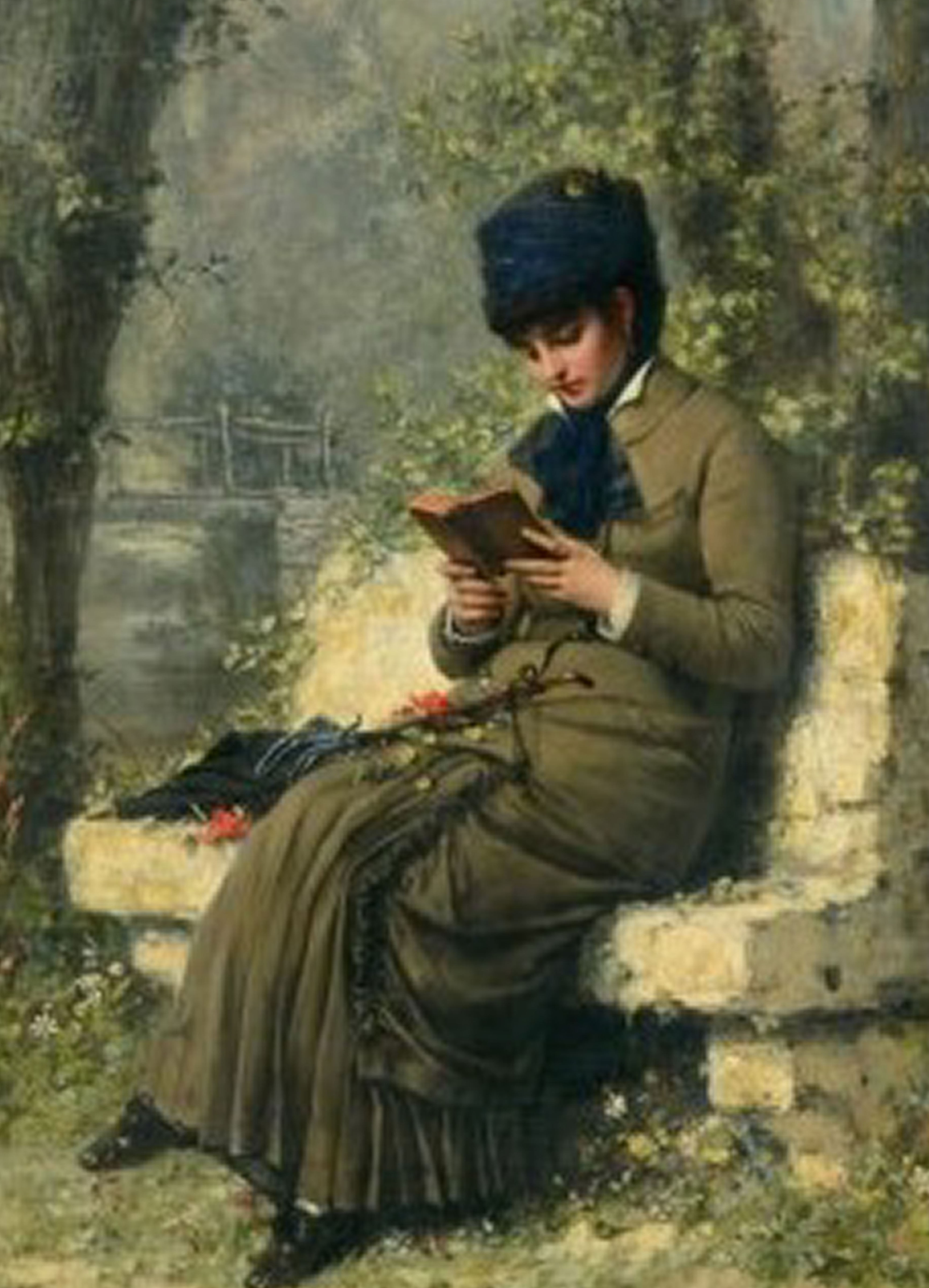
Donna che legge
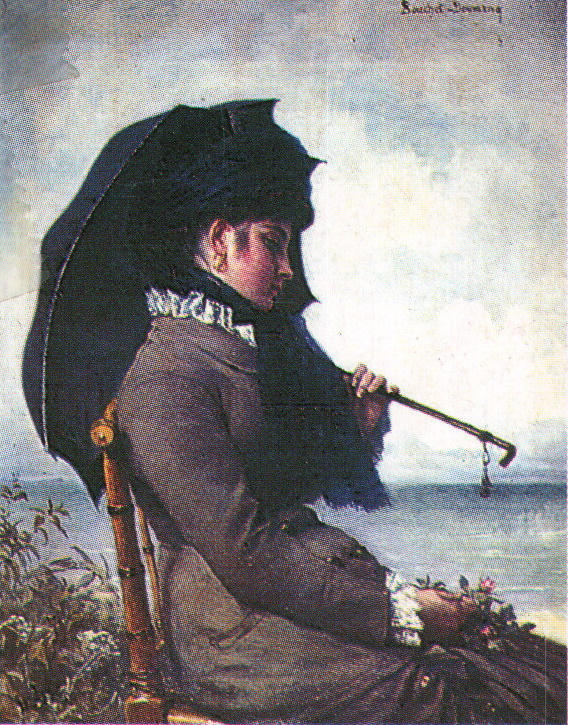
Donna con l'ombrello

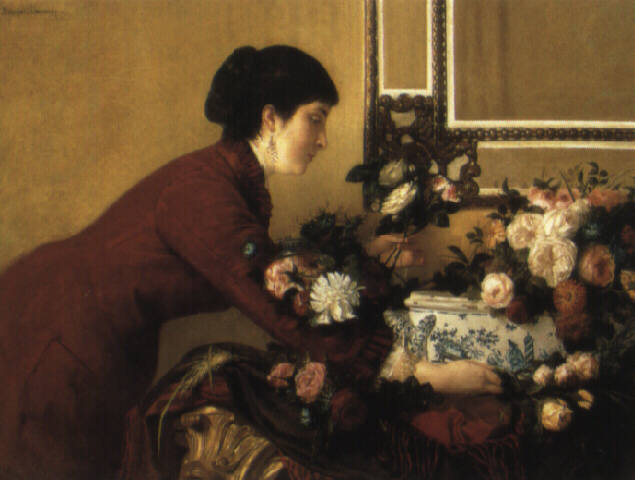
Donna che sistema i fiori
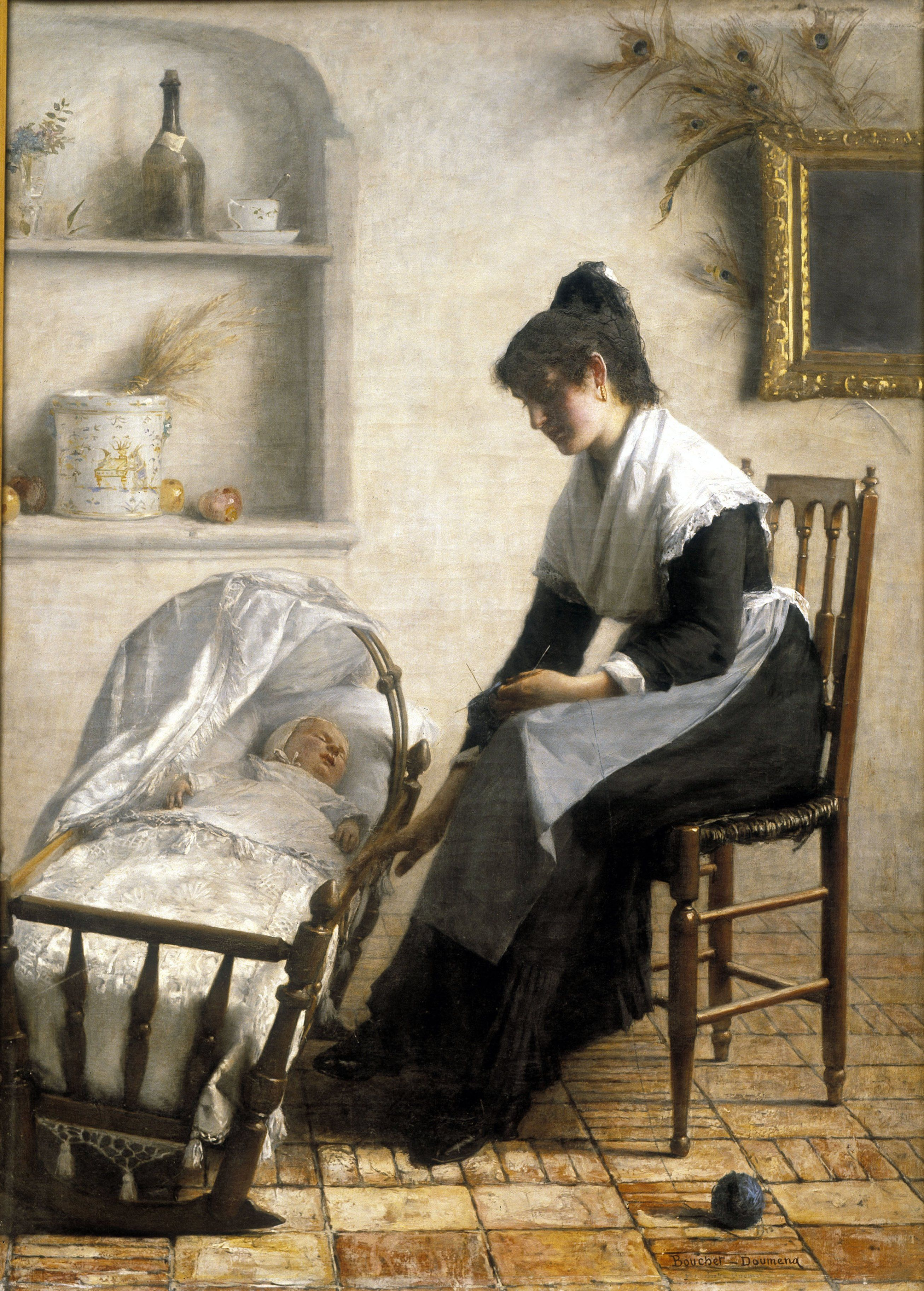
Giovane madre arlesiana
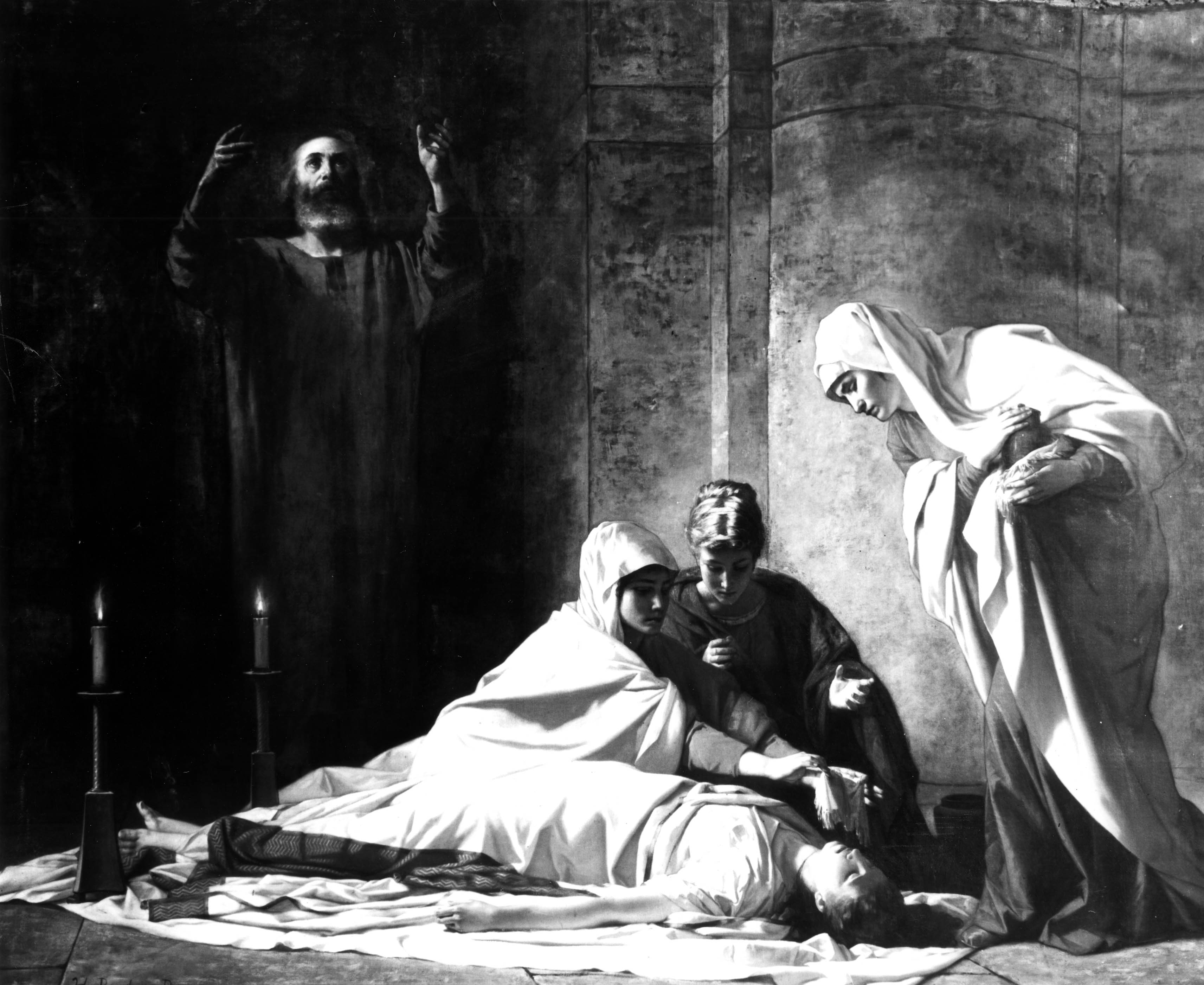
Martirio di Santa Cecilia

## Voci correlate

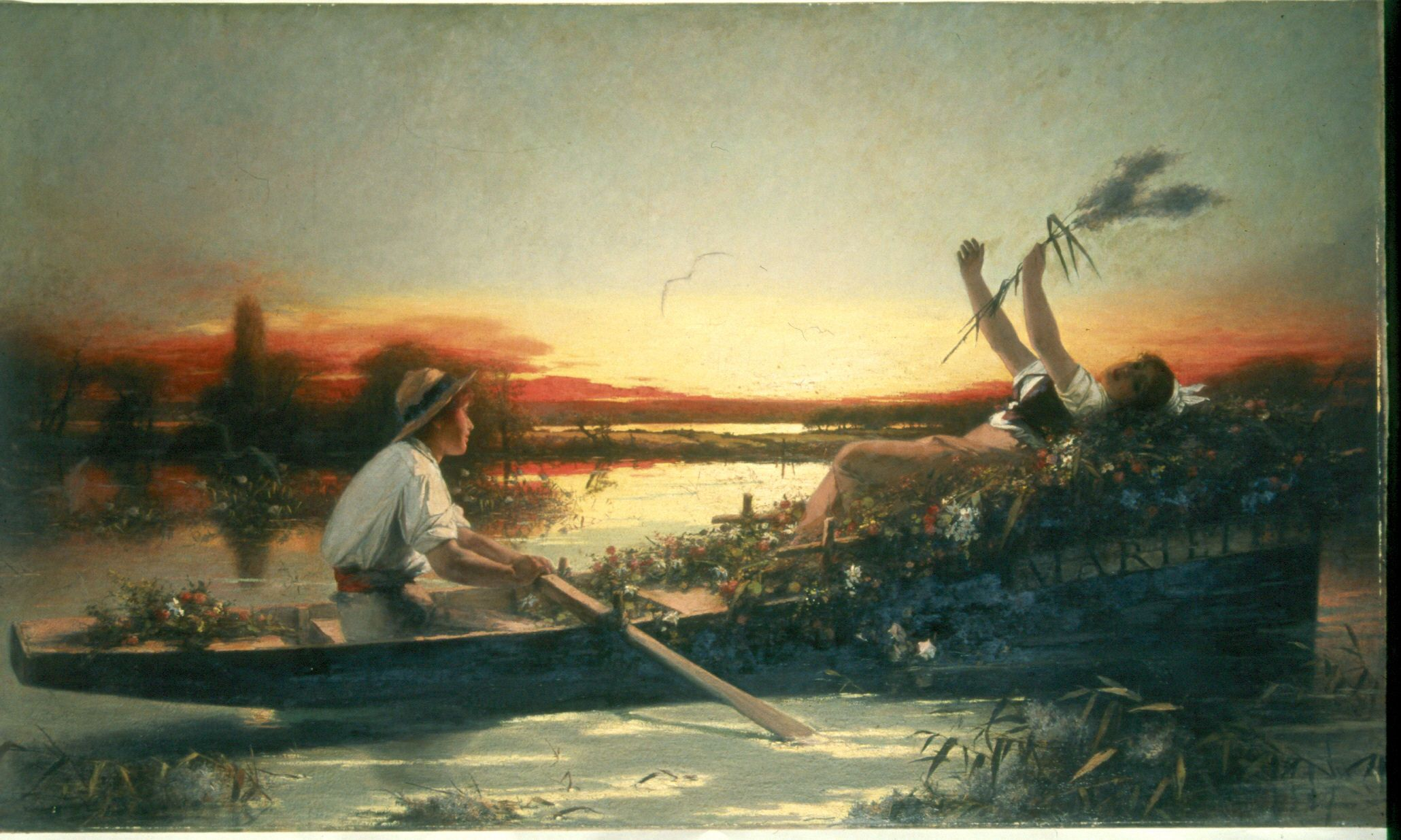
Sul Rodano ad Arles